# Néstor Vilar
Néstor Vilar, vollständiger Name Néstor Andrés Vilar Cordero, (* 19. Oktober 1993 in Tacuarembó) ist ein uruguayischer Fußballspieler.

## Karriere
Defensivakteur Vilar gehört mindestens seit der Clausura 2014 dem Kader des Tacuarembó FC an. Bei dem Verein aus Tacuarembó im Norden Uruguays absolvierte er in der Saison 2013/14 vier Partien (kein Tor) in der Segunda División. Am Saisonende stieg er mit der Mannschaft in die Primera División auf. In der Spielzeit 2014/15 wurde er in der höchsten uruguayischen Spielklasse allerdings nicht eingesetzt. Nach dem Abstieg am Saisonende kam er in der Zweitligaspielzeit 2015/16 dreimal (kein Tor) in der Liga zum Einsatz. In der Saison 2016 absolvierte er fünf Zweitligaspiele (kein Tor).